# شمبلان مغمور
الشمبلان المغمور (باللاتينية: Ceratophyllum demersum) نوع نباتي يتبع جنس الشمبلان من الفصيلة الشمبلانية.

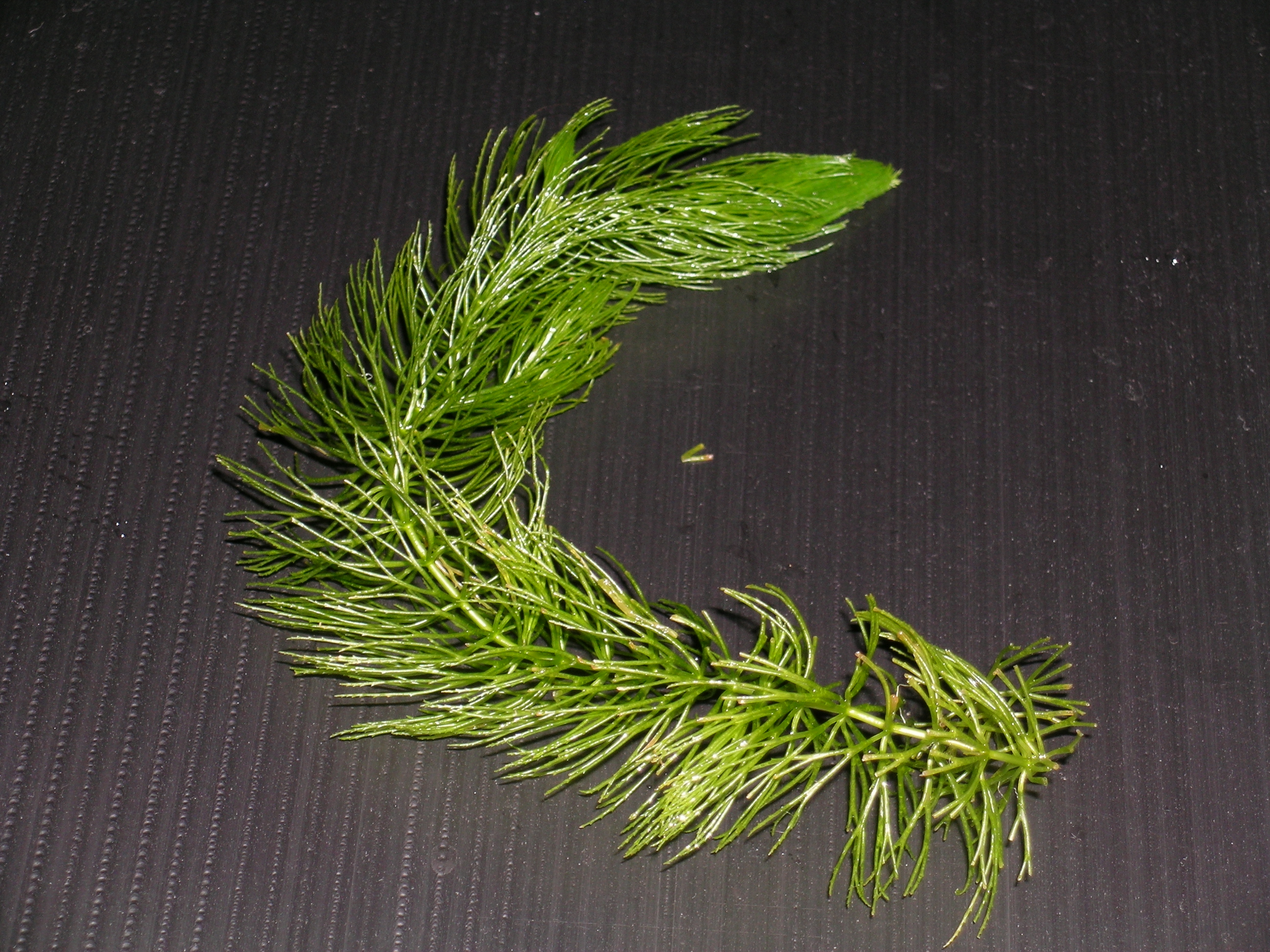

## الموئل والانتشار
موطنه بلاد الشام ومصر والمغرب العربي ومعظم مناطق أوروبا. النبات مائي يشبه ذيل الثعلب، ويتلون باللون الأحمر على فترات من حياته بشرط توافر الماء النظيف وله براعم تفصل نفسها ثم تغوص في القاع لتعطي نباتات جديدة.